# Ikkyu (manga)
Ikkyu (あっかんべェ一休, Akanbe Ikkyū) és un manga japonès escrit i il·lustrat per Hisashi Sakaguchi, que explica amb senzillesa conceptes centrals del budisme, centrant-se en la peripècia vital del monjo Ikkyû, un interessant personatge històric del segle xiv.

## Argument
Ara fa uns sis-cents anys va néixer un monjo de cor pur. Vet aquí la història d’en Sôjun Ikkyû, que es va rebel·lar contra el poder, es va riure sorneguerament dels bonzes de les altes esferes i de la seva hipocresia, i va escollir viure lliurement i alegrement entre el poble ras.

## Publicació
Va ser serialitzat a la revista Monthly Afternoon per Kodansha entre 1993 i 1996, sense acabar quan Sakaguchi va morir d'insuficiència cardíaca aguda als 49 anys. El manga va rebre el premi de l'Associació de Dibuixants del Japó a títol pòstum.
El manga en català fou editat per Glénat/EDT en 4 toms en format Gran Manga, des del 23 de gener de 2007 fins al 26 de juliol de 2007. La traducció del manga va anar a càrrec de Marc Bernabé i Verònica Calafell.
| Volum | Data de publicació en català | ISBN                |
| ----- | ---------------------------- | ------------------- |
| 01    | 26 de gener de 2007          | ISBN 978-8483570067 |
| 02    | 23 de febrer de 2007         | ISBN 978-8483570425 |
| 03    | 29 de juny de 2007           | ISBN 978-8483570432 |
| 04    | 27 de juliol de 2007         | ISBN 978-8483570449 |